# Hans-Georg Schweiger
Hans-Georg Schweiger  (* 21. August 1927 in Königsberg, Preußen; † 15. November 1986 in Wilhelmsfeld) war ein deutscher Zellbiologe.

## Leben
Schweiger ist in Königsberg aufgewachsen. Nach Reichsarbeitsdienst, Militärdienst, amerikanischer Kriegsgefangenschaft und Hilfslehrertätigkeit begann Schweiger 1947 ein Studium der Chemie an der Humboldt-Universität Berlin. Nach dem Vorstudium wechselte er zum Studienfach Medizin, in dem er 1953 das Staatsexamen ablegte. 1955 promovierte Schweiger an der Universität Hamburg mit einer Arbeit über die Glukose-Resorption der Darm-Mukosa.
Nach der Promotion arbeitet Schweiger am Institut für Biochemie an der Humboldt-Universität Berlin. 1958 wechselte er zum Max-Planck-Institut für Meeresbiologie (seit 1968 Zellbiologie) Wilhelmshaven.
1969 wurde Schweiger zum Direktor des Max-Planck-Institut für Zellbiologie berufen. Das Institut zog unter seiner Leitung 1977 nach Ladenburg bei Heidelberg.
Schweiger beschäftigte sich intensiv mit der Wechselwirkung vom Zellkern mit dem Zytoplasma und insbesondere mit den Chloroplasten – so konnte er den Transfer von Chloroplastengenen auf den Zellkern nachweisen.
Schweiger war Gründungsmitglied der Deutschen Gesellschaft für Zellbiologie und von 1979 bis 1981 deren Präsident.
Von 1985 bis zu seinem Tod war Schweiger Chef-Herausgeber des European Journal of Cell Biology.